# Bataille de Ticonderoga (1759)
Pour les articles homonymes, voir Bataille du Fort Ticonderoga.
Guerre de Sept Ans
Batailles
- Minorque (navale) (1756)
- Pirna (1756)
- Lobositz (1756)
- Reichenberg (1757)
- Prague (1757)
- Kolin (1757)
- Hastenbeck (1757)
- Gross-Jägersdorf (1757)
- Moys (1757)
- Rochefort (1757)
- Rossbach (1757)
- Breslau (1757)
- Leuthen (1757)
- Carthagène (navale) (1758)
- Olomouc (1758)
- Saint-Malo (1758)
- Rheinberg (1758)
- Krefeld (1758)
- Domstadl (1758)
- Cherbourg (1758)
- Zorndorf (1758)
- Saint-Cast (1758)
- Tornow (1758)
- Lutzelberg (1758)
- Hochkirch (1758)
- Bergen (1759)
- Kay (1759)
- Minden (1759)
- Kunersdorf (1759)
- Neuwarp (navale) (1759)
- Hoyerswerda (1759)
- Baie de Quiberon (navale) (1759)
- Maxen (1759)
- Meissen (1759)
- Glatz (1760)
- Landshut (1760)
- Corbach (1760)
- Emsdorf (1760)
- Dresde (1760)
- Warburg (1760)
- Liegnitz (1760)
- Rhadern (1760)
- Berlin (1760)
- Kloster Kampen (1760)
- Torgau (1760)
- Belle-Île (1761)
- Langensalza (1761)
- Cassel (1761)
- Grünberg (1761)
- Villinghausen (1761)
- Ölper (1761)
- Kolberg (1761)
- Wilhelmsthal (1762)
- Burkersdorf (1762)
- Lutterberg (1762)
- Reichenbach (1762)
- Almeida (1762)
- Valencia de Alcántara (1762)
- Nauheim (1762)
- Vila Velha de Ródão (1762)
- Cassel (1762)
- Freiberg (1762)

- Jumonville Glen (1754)
- Fort Necessity (1754)
- Fort Beauséjour (1755)
- 8 juin 1755
- Monongahela (1755)
- Petitcoudiac (1755)
- Lac George (1755)
- Fort Bull (1756)
- Fort Oswego (1756)
- Kittanning (1756)
- En raquettes (1757)
- Pointe du Jour du Sabbat (1757)
- Fort William Henry (1757)
- German Flatts (1757)
- Lac Saint-Sacrement (1758)
- Louisbourg (1758)
- Le Cran (1758)
- Fort Carillon (1758)
- Fort Frontenac (1758)
- Fort Duquesne (1758)
- Fort Ligonier (1758)
- Québec (1759)
- Fort Niagara (1759)
- Beauport (1759)
- Plaines d'Abraham (1759)
- Sainte-Foy (1760)
- Neuville (1760)
- Ristigouche (navale) (1760)
- Mille-Îles (1760)
- Signal Hill (1762)

- Cap-Français (1757)
- Martinique (1759)
- Guadeloupe (1759)
- Dominique (1761)
- Martinique (1762)
- Cuba (1762)

- Chandernagor (1757)
- Plassey (1757)
- Gondelour (1758)
- Négapatam (navale) (1758)
- Condore (1758)
- Madras (1758)
- Pondichéry (navale) (1759)
- Masulipatam (1759)
- Chinsurah (1758)
- Wandiwash (1760)
- Pondichéry (1760-1761)
- Manille (1762)

- Saint-Louis (1758)
- Gorée (1758)
- Gambie

La bataille de Ticonderoga de 1759 est un affrontement mineur entre Français et Britanniques à Fort Carillon, se déroulant les 26 et 27 juillet 1759 lors de la guerre de la Conquête, et aboutissant à un abandon du fort par les Français en faveur des Britanniques.
Pendant cet affrontement, une force militaire britannique de plus de 11 000 hommes dirigée par le général Sir Jeffery Amherst déplace son artillerie sur une hauteur dominant le fort, défendu par une garnison de 400 soldats Français, dirigée par le brigadier-général François-Charles de Bourlamaque.
Agissant selon les ordres du général Louis-Joseph de Montcalm et du marquis Pierre de Rigaud de Vaudreuil, le gouverneur de la Nouvelle-France, de Bourlamaque fait replier ses forces. En partant, il donne l'ordre de faire sauter le magasin de poudre. Malgré cette explosion, les murs du fort ne subissent que des dommages mineurs. La tactique des Français permet d'empêcher l'armée d'Amherst de rejoindre James Wolfe à la bataille des Plaines d'Abraham (ce qui ne les empêchera pas de perdre cette bataille).
Après le départ des Français, les Britanniques occupent le fort, renommé Fort Ticonderoga. Ils mettent alors en place un programme d'amélioration des défenses de la région et lancent la construction d'une flotte pour conduire des opérations militaires sur le lac Champlain.

## Contexte
La guerre de la Conquête commence en 1754 et concerne des disputes territoriales dans ce qui constitue aujourd'hui l'ouest de la Pennsylvanie. Elle tourne en faveur des Britanniques en 1758 après une série de défaites en 1756 et 1757. Les Britanniques parviennent à capturer Louisbourg et Fort Frontenac en 1758. La seule victoire française significative de l'année 1758 intervient lors de la bataille de Carillon. Là, une petite force française parvient à vaincre une importante armée britannique dirigée par James Abercrombie. Lors de l'hiver suivant, les commandants français ordonnent à la majeure partie de la garnison de Fort Carillon de se replier pour défendre Québec, Montréal et les forts français dans la région des Grands Lacs et du fleuve Saint-Laurent.
Le Fort Carillon situé au sud du lac Champlain occupe une place d'une importance stratégique, avant même l'arrivée de Champlain dans la région en 1609. Il contrôle l'accès à un sentier de portage entre Champlain et le lac George le long de la principale route de commerce entre la vallée du fleuve Hudson et le Saint-Laurent. Lorsque la guerre est déclenchée, la région fait partie de la frontière entre la province britannique de New York et la province française du Canada. En 1755, les Britanniques parviennent à bloquer l'avance des Français lors de la bataille du Lac George.

### Le plan britannique
Pour la campagne de 1759, le secrétaire d'État britannique William Pitt ordonne au général Jeffery Amherst, le vainqueur à Louisbourg, de diriger une armée vers le Canada en naviguant vers le Nord en direction du Lac Champlain. Quant à James Wolfe qui s'est distingué lors de la bataille de Louisbourg sous le commandement d'Amherst, il a pour objectif la ville de Québec après avoir remonté le Saint-Laurent. Des instructions sont envoyées au gouverneur des Treize Colonies pour lever une force de 20 000 miliciens en prévision de ces deux campagnes. La province de New York mobilise 3 000 hommes, le New Jersey en envoie 1 000. Le Massachusetts rassemble 6 500 hommes dont 3 500 sont envoyés à Albany tandis que les autres sont envoyés dans l'armée de Wolfe à Québec ou pour remplir d'autres missions en Nouvelle-Écosse. Amherst parvient à convaincre les quakers de Pennsylvanie de participer à la conscription en les menaçant de laisser vide les forts de la vallée de l'Ohio sur la frontière occidentale de la province, sujette à de nombreuses menaces de la part des Indiens et des Français.
Lorsqu'Amherst apprend la part de Sir William Johnson que la Ligue Iroquoise se prépare à soutenir les efforts britanniques pour chasser les Français des forts à leurs frontières, il décide d'envoyer une expédition prendre possession de Fort Niagara. Il envoie 2 000 miliciens à l'ouest d'Albany aux côtés de 3 000 troupes régulières dirigées par le brigadier-général John Prideaux en mai. Il conduit le reste des miliciens composé principalement d'hommes du Massachusetts, du New Jersey et du Connecticut vers le Fort Edward où ils rejoignent 6 000 réguliers (à peu près 2 000 sont issus du Royal Highlanders, d'autres viennent des 17e, 27e et 53e régiments à pied ainsi que 1er bataillon du 60e régiment à pied, 100 viennent de la Royal Artillery, 700 du Rogers' Rangers et 500 sont de l'infanterie légère de Thomas Gage).

### Le plan français
Lors de la campagne de 1759, les Français prévoient de diriger la majeure partie de leurs ressources de guerre sur le théâtre européen de la guerre de Sept Ans. En février, le ministre de la guerre français le maréchal Belle-Isle informe le général Louis-Joseph de Montcalm qui est responsable de la défense du Canada qu'il ne recevra aucun renfort de France. En effet, la domination navale britannique de l'Atlantique ainsi que les risques inhérents à l'envoi d'une importante force militaire dans de telles circonstances justifient cette décision. Toutefois, Belle-Isle fait comprendre à Montcalm la nécessité qu'il y a à maintenir une tête de pont française en Amérique. En cas d'échec, il n'y aurait aucune autre possibilité de reconquérir le territoire. La réponse de Montcalm est la suivante : « À moins d'une chance inattendue ou de mettre en place une diversion quelque part en Amérique, le Canada chutera au cours de la prochaine campagne. Les Anglais ont 60 000 hommes, nous en avons 11 000 ».
Montcalm décide de concentrer les forces françaises au cœur du territoire du Canada, c'est-à-dire à Montréal, à Québec et dans la vallée du Saint-Laurent. Il positionne 3 000 hommes issu des régiments de la Reine et de Berry sous le commandement du brigadier-général François-Charles de Bourlamaque au sud de Montréal. Sur ces 3 000 hommes, 2 500 sont postés au Fort Carillon. Du fait de son expérience des batailles précédentes, Montcalm sait que cette force est trop faible pour tenir le Fort contre une attaque déterminée des Britanniques. Montcalm et le marquis de Vaudreuil donnent pour instruction à de Bourlamaque de tenir Carillon le plus longtemps possible, puis de le détruire ainsi que le Fort Saint-Frédéric situé à proximité, avant de battre en retraite vers Montréal.

## L'avance britannique et le retrait français
Lors des trois jours suivants, les Britanniques se retranchent et commencent à mettre en place des lignes de siège et à établir des positions près du fort. Ce travail est compliqué par le fait que le sol y est difficile à creuser et des sacs de sable sont demandés pour protéger les travaux. Durant cette période, les batteries françaises font feu et endommagent sérieusement les positions britanniques. Le 25 juillet, un détachement des Rogers' Rangers lance plusieurs navires vers le lac au nord du fort et percent le barrage établi par les Français pour empêcher les navires de se diriger vers le lac. Au 26 juillet, les Britanniques ont positionné leur artillerie à 180 mètres des murs du fort.
Dans le même temps, Bourlamaque s'est retiré avec ses troupes vers le fort Saint-Frédéric à l'exception de 400 hommes au moment où il apprend la progression des Britanniques. La petite troupe restante fait feu sur ces derniers et tuent cinq hommes et en blessent 31 autres. Le capitaine Louis-Philippe Le Dossu d'Hébécourt qui commande le fort juge au soir du 26 juillet qu'il est temps de quitter la position. Ses hommes dirigent les canons en direction des murs, positionnent des mines et versent une traînée de poudre vers les magasins de poudre surchargés. Ils allument ensuite la mèche et abandonnent le fort après avoir baissé le drapeau français. Les Britanniques apprennent le départ des Français grâce à des déserteurs. Le général Amherst promet 100 guinées au volontaire prêt à pénétrer dans le fort pour éteindre la mèche, sans réussite. L'explosion finit par intervenir dans la nuit. Le magasin de poudres est détruit et la plupart des structures en bois prennent feu du fait des braises. Toutefois, les murs du fort sont peu endommagés. À la suite de l'explosion, quelques-uns des hommes de l'infanterie légère de Gage se précipitent à l'intérieur du fort et retrouvent le drapeau français. Néanmoins, l'incendie met deux jours avant de s'éteindre complètement.

## Conséquences
Les Britanniques commencent à occuper le fort le lendemain. L'une des conséquences du départ rapide des troupes françaises est qu'une unité d'éclaireurs revient vers le fort en pensant qu'il est encore aux mains des Français. De fait, quarante hommes sont faits prisonniers. 

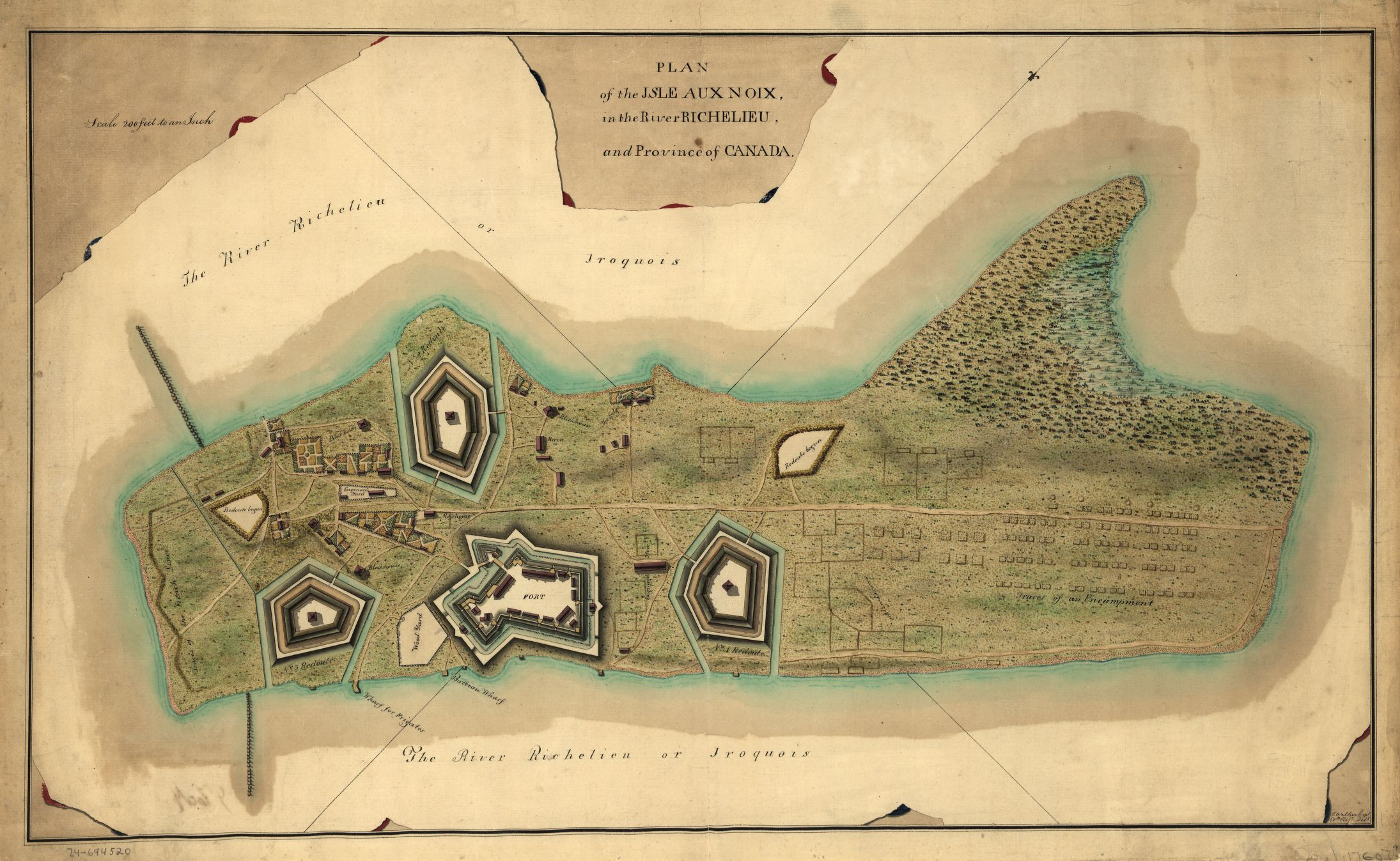
Plan de 1760 des fortifications de l'île aux Noix.

Les forces françaises en retraite détruisent le Fort Saint-Frédéric le 31 juillet, laissant la voie libre aux Britanniques pour commencer leurs opérations militaires sur le lac Champlain (la construction des deux forts avait pour but d'empêcher les Britanniques d'accéder au lac). Cependant, les Français disposent d'une petite flotte armée qui doit être neutralisée par les Britanniques avant toute opération. Le temps de prendre possession des deux forts, d'y effectuer quelques réparations et de construire une flotte pour le lac Champlain retarde les forces d'Amherst et les empêche de rejoindre le général Wolfe lors du siège de Québec. En outre, Amherst craint que la retraite de Bourlamaque puisse être un moyen de le faire tomber dans un piège et il passe les mois d'août et septembre à superviser la mise en place de la petite flotte, la construction du Fort Crown Point (un nouveau fort à proximité des ruines du Fort Saint-Frédéric) et à vérifier les routes d'approvisionnement entre sa position et la Nouvelle-Angleterre.
Le 11 octobre, l'armée Amherst se met en route et navigue vers le nord en direction du lac Champlain pour attaquer la position de Bourlamaque à l'île aux Noix sur la rivière Richelieu. Lors des deux jours suivants, l'un des navires français est capturé. Les Français préfèrent alors abandonner et brûler les autres pour ne pas qu'ils tombent aux mains des Britanniques. Le 18 octobre, Amherst reçoit la nouvelle de la chute de Québec. Alors que l'hiver commence à poindre (certaines parties du lac se mettent à geler) et que l'engagement des miliciens prend fin le 1er novembre, Amherst décide d'annuler son attaque et de libérer les miliciens de leur service avant de se rendre avec son armée dans leurs quartiers d'hiver.
Avec la reddition de Montréal en 1760, les Britanniques prennent définitivement le contrôle du Canada. Le Fort Carrillon déjà renommé Fort Ticonderoga est resté occupé jusqu'à la fin de la guerre de la Conquête. Par la suite, une petite garnison est maintenue dans le fort jusqu'en 1775 et sa prise par la milice américaine au début de la révolution américaine.